# Bệnh viện Đa khoa Hoàn Mỹ Sài Gòn
Bệnh viện Đa khoa Hoàn Mỹ Sài Gòn là một bệnh viện đa khoa tư nhân tại Thành phố Hồ Chí Minh thuộc Tập đoàn Y khoa Hoàn Mỹ, hệ thống Y tế tư nhân được thành lập từ năm 1997.

## Lịch sử hình thành
Năm 1997, Tập đoàn Y khoa Hoàn Mỹ bắt đầu bằng việc thành lập Phòng khám Đa khoa Lý Thường Kiệt tại số 1A Lý Thường Kiệt, Phường 7, quận Tân Bình, Thành phố Hồ Chí Minh, là một phòng khám nằm bên trong Bệnh viện 1A trực thuộc Bộ Lao động – Thương binh và Xã hội.
Năm 1999, thành lập Bệnh viện Đa khoa Hoàn Mỹ đầu tiên tọa lạc tại số 124 Trần Quốc Thảo, Phường 7 (nay là phường Võ Thị Sáu), Quận 3, Thành phố Hồ Chí Minh.
Năm 2002, thành lập cơ sở 2 tại số 4A Hoàng Việt, Phường 4, Quận Tân Bình (sau đó đổi thành Phòng khám Đa khoa Hoàn Mỹ Sài Gòn và hiện nay là Phòng khám Thuận Mỹ Sài Gòn).
Năm 2011, đổi tên Bệnh viện Đa khoa Hoàn Mỹ thành Bệnh viện Đa khoa Hoàn Mỹ Sài Gòn và dời cơ sở 1 từ 124 Trần Quốc Thảo, Phường 7, Quận 3 về địa chỉ 60-60A Phan Xích Long, Phường 1, quận Phú Nhuận, đều tại Thành phố Hồ Chí Minh và ổn định cho đến bây giờ.

## Thành tích
- Huân chương Lao động hạng Ba (2019)[7]